# Around the World (La La La La La)
Around the World (La La La La La) is een single van de Duitse eurodancegroep ATC. De single is een cover van het nummer Pesenka van de Russische danceduo Roeki Vverch! uit 1998. Het is de eerste single van ATC's debuutalbum Planet Pop.
Het nummer werd vooral in Europa een grote hit. In het gehele Duitse taalgebied haalde het de nummer 1-positie. In de Nederlandse Top 40 haalde het de 4e positie, en in de Vlaamse Ultratop 50 de 10e.
In 2019 maakte de Nederlandse dj R3hab een nieuwe versie van het nummer, met de titel All Around the World (La La La). Met een 6e positie was het zijn eerste Nederlandse Top 40-hit. In de Vlaamse Ultratop 50 haalde deze versie de 11e positie.